# Opere di Filippo Lippi
Segue l'elenco delle opere di Filippo Lippi, poste in ordine cronologico.

## Opere in ordine cronologico

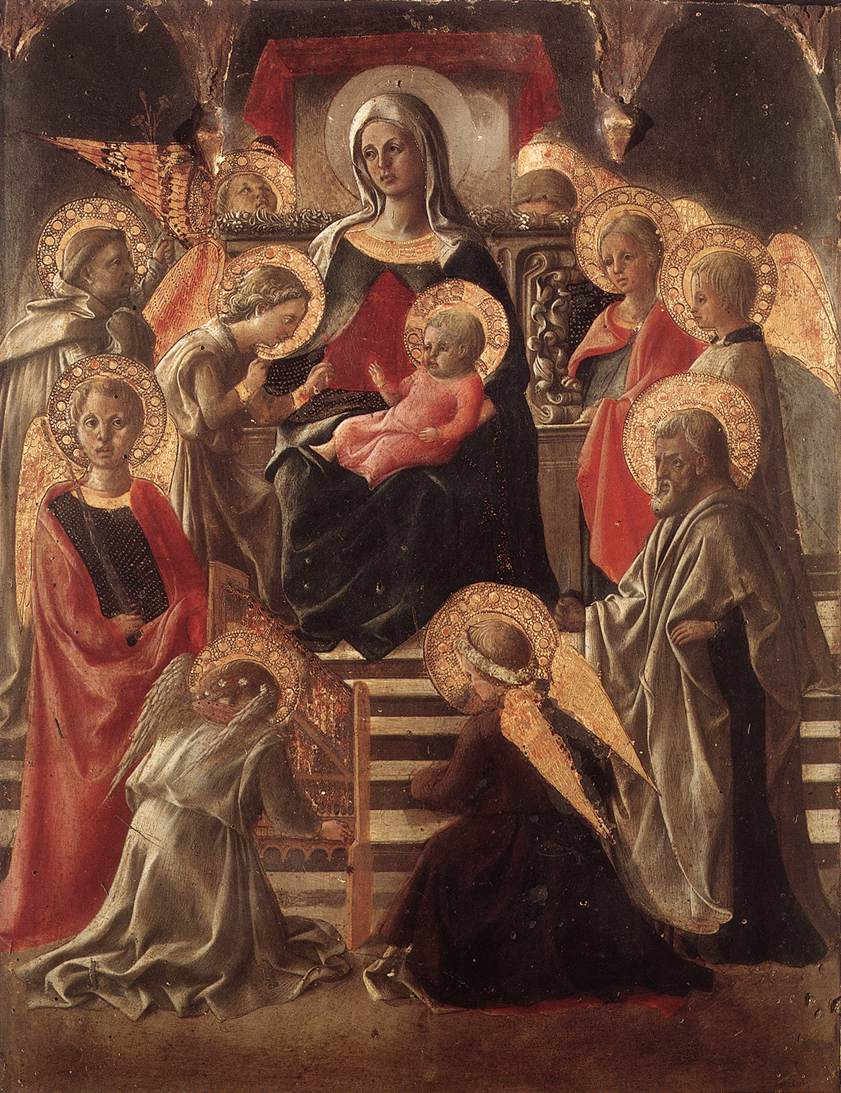
Madonna in trono fra angeli e santi

### Inizi
- Conferimento della regola del Carmelo (o Tebaide), 1430 circa, affresco staccato, Firenze, convento del Carmine, sala adiacente al chiostro.
- Madonna Trivulzio, 1430 circa, tempera su tavola, Milano, Pinacoteca del Castello Sforzesco
- Madonna in trono fra angeli e santi, 1430 circa, tempera su tavola, Empoli, Museo della collegiata di Sant'Andrea.
- Madonna col Bambino, santi, angeli e donatore, 1430 circa, Venezia, Fondazione Giorgio Cini
- Trittico della Madonna dell'Umiltà e santi, 1430 circa, tempera su tavola, Cambridge, Fitzwilliam Museum

### Periodo padovano
- Cristo in pietà, 1432 circa, tempera su tavola di forma ottagonale, Verona, Museo di Castelvecchio

### Periodo fiorentino

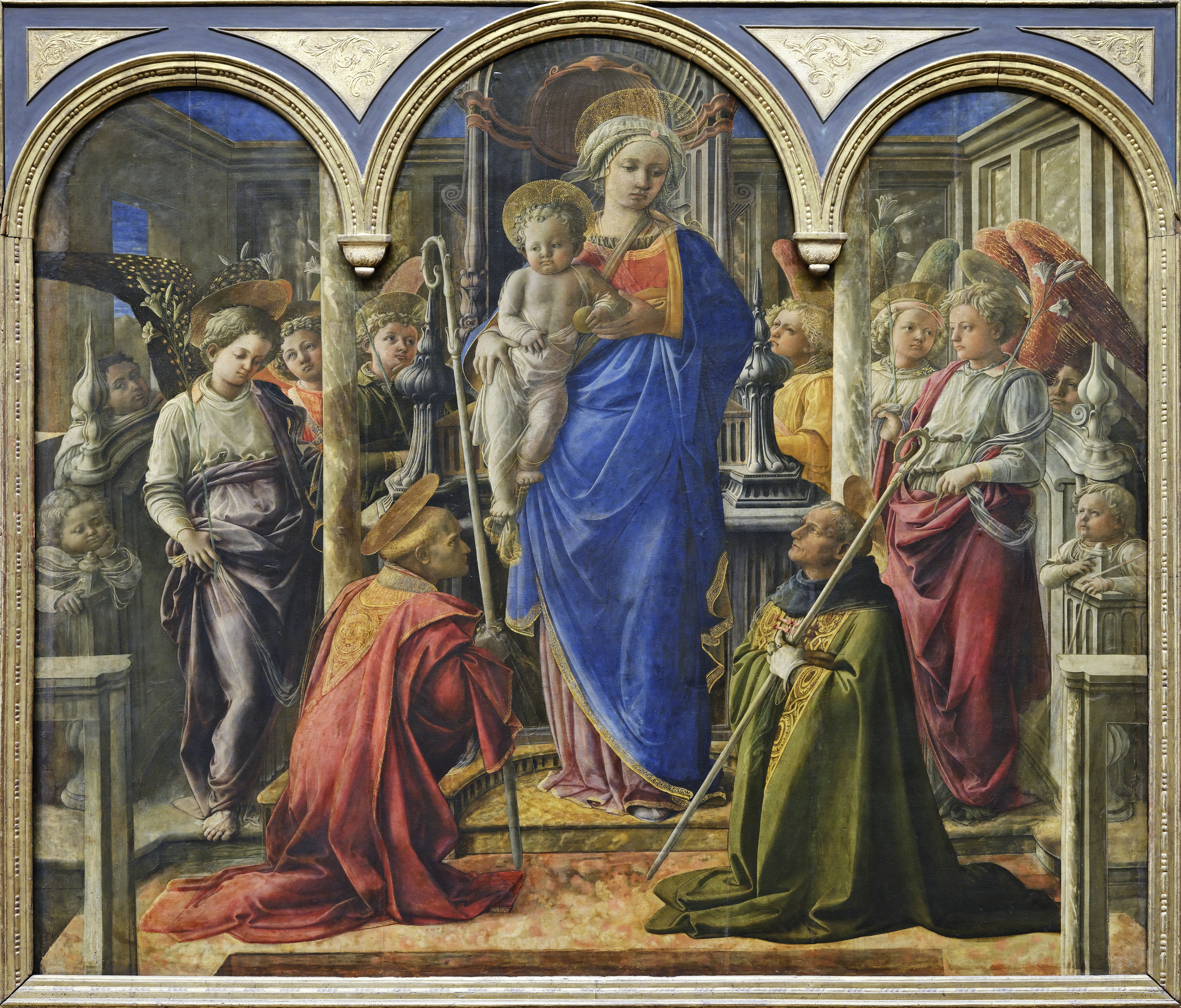
Pala Barbadori

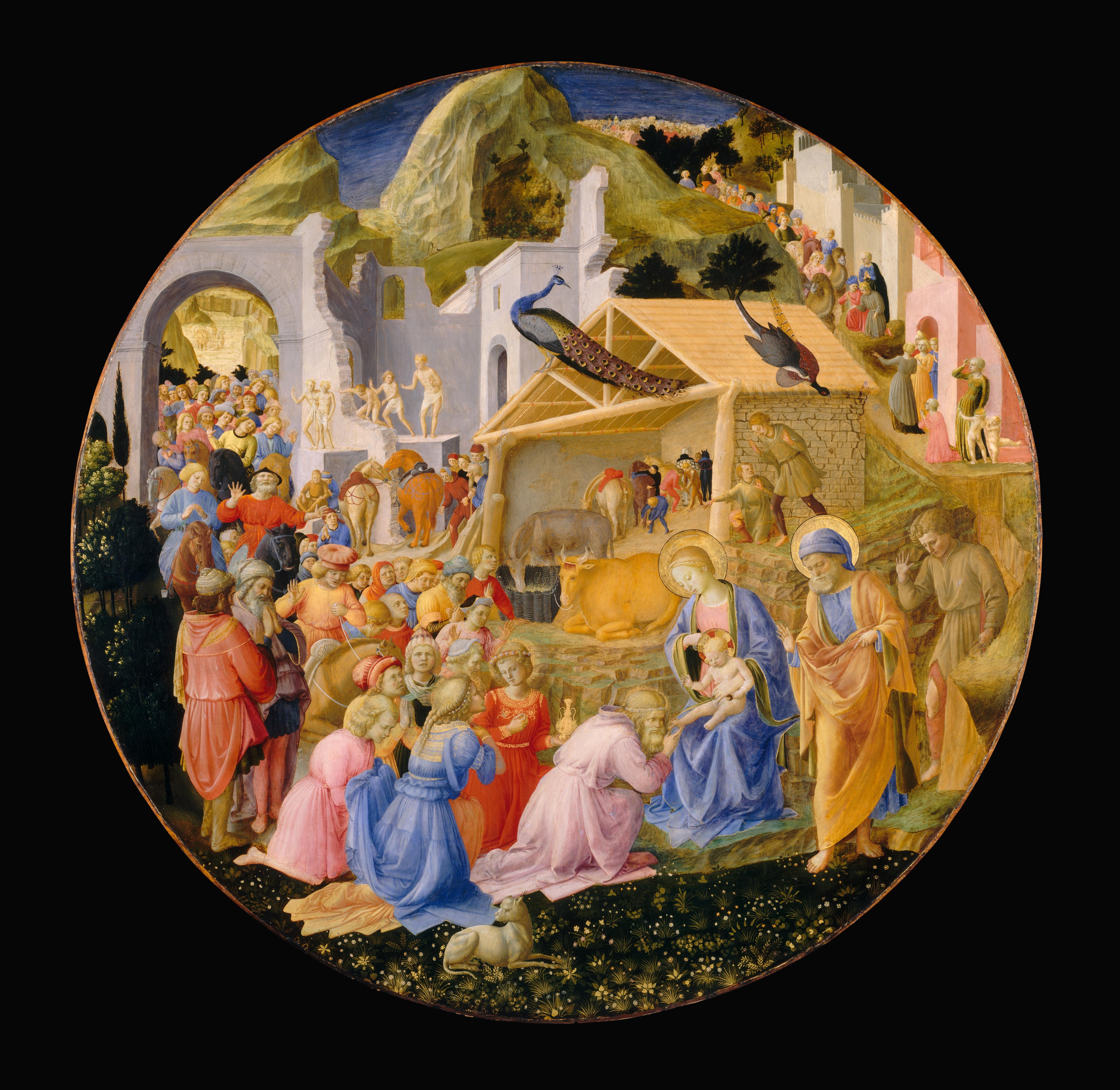
Adorazione dei Magi

- Madonna col Bambino, 1433-1436 circa, tempera su tavola, Prato, Galleria di Palazzo degli Alberti
- Madonna col Bambino, 1435 circa, tempera su tavola, Salt Lake City, Utah Museum of Fine Arts
- Ritratto di donna con un uomo al davanzale, 1435-1436, tempera su tavola, New York, Metropolitan Museum of Art
- Cristo in pietà, 1435-1440, tempera su tavola, Firenze, Museo Horne
- Annunciazione, 1435-1440, tempera su tavola, Washington, National Gallery of Art
- Madonna di Tarquinia, 1437, tempera su tavola, Roma, Galleria nazionale di Palazzo Corsini
- Pietà, 1437-1439, tempera su tavola, Milano, Museo Poldi Pezzoli
- Pala Barbadori, 1438, tempera su tavola, Parigi, Louvre
- Predella della pala Barbadori che comprende: 
  - San Frediano devia il corso del Serchio, scomparto di predella, Firenze, Galleria degli Uffizi
  - Annunciazione della morte della Vergine e arrivo degli Apostoli, scomparto di predella, Firenze, Galleria degli Uffizi
  - Apparizione dello Spirito Santo a sant'Agostino, scomparto di predella, Firenze, Galleria degli Uffizi
- Annunciazione, 1438-1439, tempera su tavola, New York, Frick Collection
- San Girolamo penitente, 1439 circa, tempera su tavola, Altenburg, Staatliches Lindenau Museum
- Annunciazione Martelli, 1440 circa, tempera su tavola, Firenze, chiesa di San Lorenzo, Cappella Martelli
- Trittico della Madonna con Gesù Bambino e i quattro Dottori della Chiesa, anni 1440, tempera su tavola, ora smembrato e costituito da:
  - Madonna col Bambino in trono e due angeli, New York, Metropolitan Museum of Art
  - Dottori della Chiesa Agostino e Ambrogio, Torino, Accademia Albertina di Belle Arti
  - Dottori della Chiesa Gregorio e Girolamo, Torino, Accademia Albertina di Belle Arti
- Annunciazione, 1440-1445, tempera su tavola, Roma, Galleria Nazionale di Palazzo Barberini
- Incoronazione Maringhi, 1441-1447 circa, tempera su tavola, Firenze, Galleria degli Uffizi
  - Miracolo di sant'Ambrogio dalla predella dell'Incoronazione Maringhi, 1441-1447 circa, tempera su tavola, Berlino, Gemäldegalerie
- Madonna col Bambino, 1442 circa, tempera su tavola, Washington, National Gallery of Art
- Incoronazione Marsuppini, post 1444, tempera su tavola, Roma, Pinacoteca Vaticana
- Ritratto femminile, 1445 circa, tempera su tavola, Berlino, Gemäldegalerie
- Pala del Noviziato, 1445 circa, tempera su tavola, Firenze, Galleria degli Uffizi
- Annunciazione Doria, 1445-1450, tempera su tavola, Roma, Galleria Doria Pamphilij
- San Benedetto ordina a san Mauro di resuscitare san Placido, 1445-1450, tempera su tavola, Washington, National Gallery of Art
- Apparizione della Vergine a san Bernardo, 1447, tempera su tavola, Londra, National Gallery
- Adorazione dei Magi o Tondo Cook (iniziato da Beato Angelico), 1449-1455 circa, tempera su tavola, Washington, National Gallery of Art
- Annunciazione, 1450 circa, tempera su tavola, Monaco, Alte Pinakothek
- Incontro alla Porta d'Oro, 1450 circa, tempera su tavola, Oxford, Ashmolean Museum
- Madonna col Bambino, 1450-1455, tempera su tavola, Parma, Fondazione Magnani-Rocca
- Pala Alessandri, 1453 circa, tempera su tavola, New York, Metropolitan Museum of Art

### Periodo pratese

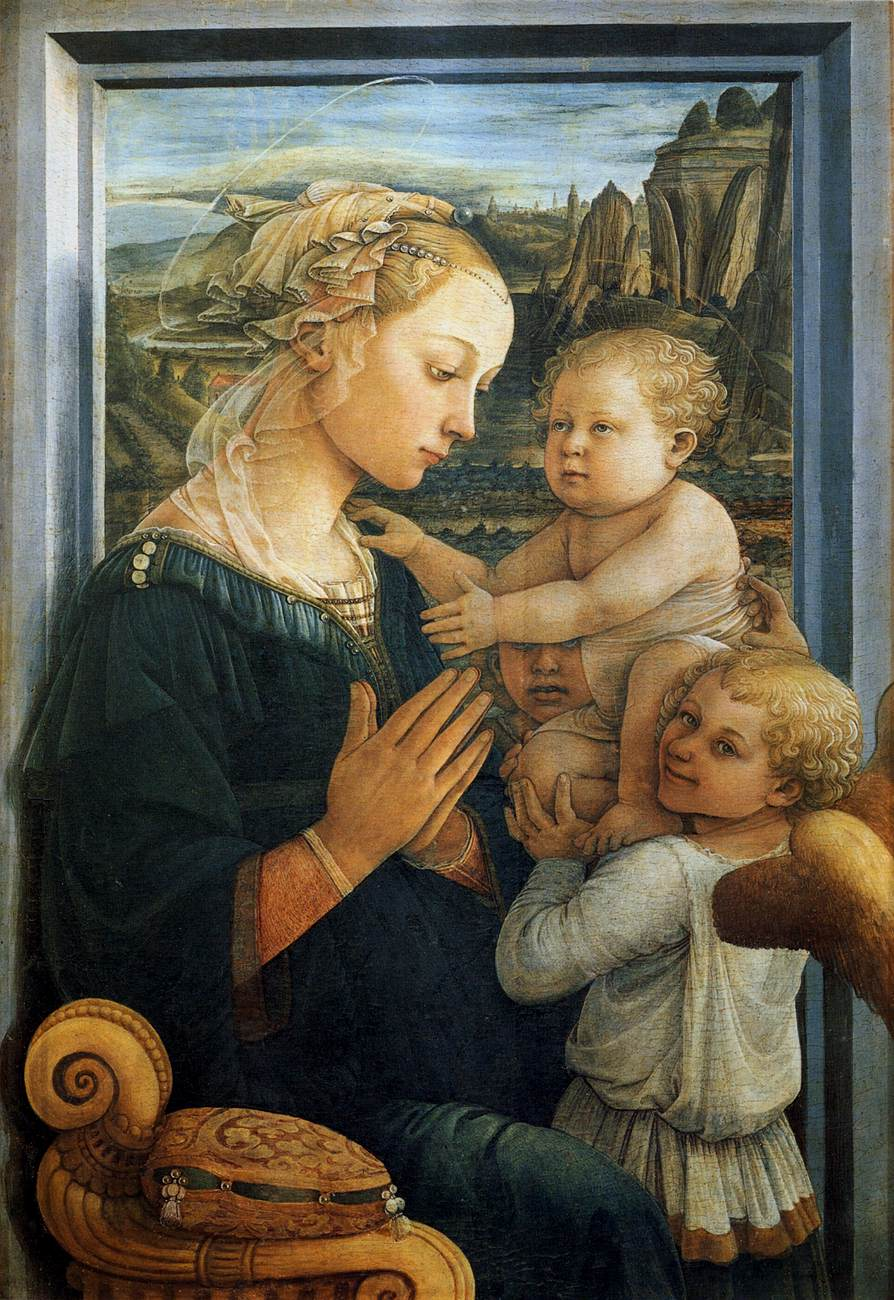
Lippina

- Vergine Annunziata, Angelo Annunziante, sant'Antonio Abate e san Giovanni Battista, 1452-1453, tempera su tavola, Firenze, Galleria degli Uffizi
- Madonna del Ceppo, 1452-1453, tempera su tavola, Prato, Museo Civico
- Esequie di san Gerolamo, 1452-1460, tempera su tavola, Prato, Museo dell'Opera del Duomo
- Storie di santo Stefano e san Giovanni Battista, 1452-1464, ciclo di affreschi, Cappella Maggiore del Duomo di Prato
  - Quattro Evangelisti
  - Rapimento di santo Stefano in fasce
  - Congedo di santo Stefano
  - Lapidazione di santo Stefano
  - Esequie di santo Stefano
  - Nascita del Battista
  - Commiato dai genitori, Preghiera e Predicazione nel deserto
  - Decollazione del Battista
  - Banchetto di Erode
- Santi Agostino, Francesco, Benedetto e un santo vescovo, 1452-1464 circa, tempera su tavola, New York, Metropolitan Museum of Art
- Visione di sant'Agostino, 1452-1465 tempera su tavola, San Pietroburgo, Ermitage
- Madonna della Cintola, 1456-1460, tempera su tavola, Prato, Museo civico
- Sant'Antonio Abate e san Michele Arcangelo, 1456, Cleveland, Cleveland Museum of Art
- Annunciazione, 1453-1459 circa, tempresa su tavola, Londra, National Gallery
- Sette Santi, 1453-1459 circa, tempresa su tavola, Londra, National Gallery
- Adorazione del Bambino di Annalena, tempera su tavola, 1455 circa, Firenze, Galleria degli Uffizi
- Natività con san Giorgio e san Vincenzo Ferrer, 1455-1466 circa, tempera su tavola, Prato, Museo civico
- Adorazione del Bambino di palazzo Medici, 1458-1460, tempera su tavola, Berlino, Gemäldegalerie
- Madonna col Bambino e angeli detta "Lippina", 1457-1469 circa, tempera su tavola, Firenze, Galleria degli Uffizi
- Adorazione del Bambino di Camaldoli, tempera su tavola, 1463, Firenze, Galleria degli Uffizi
- Tondo Bartolini, 1465 circa, tempera su tavola, Firenze, Galleria Palatina
- Madonna col Bambino, 1465 circa, tempera su tavola, Monaco, Alte Pinakothek
- Madonna col Bambino, 1466-1469 circa, tempera su tavola, Firenze, Palazzo Medici Riccardi

### A Spoleto

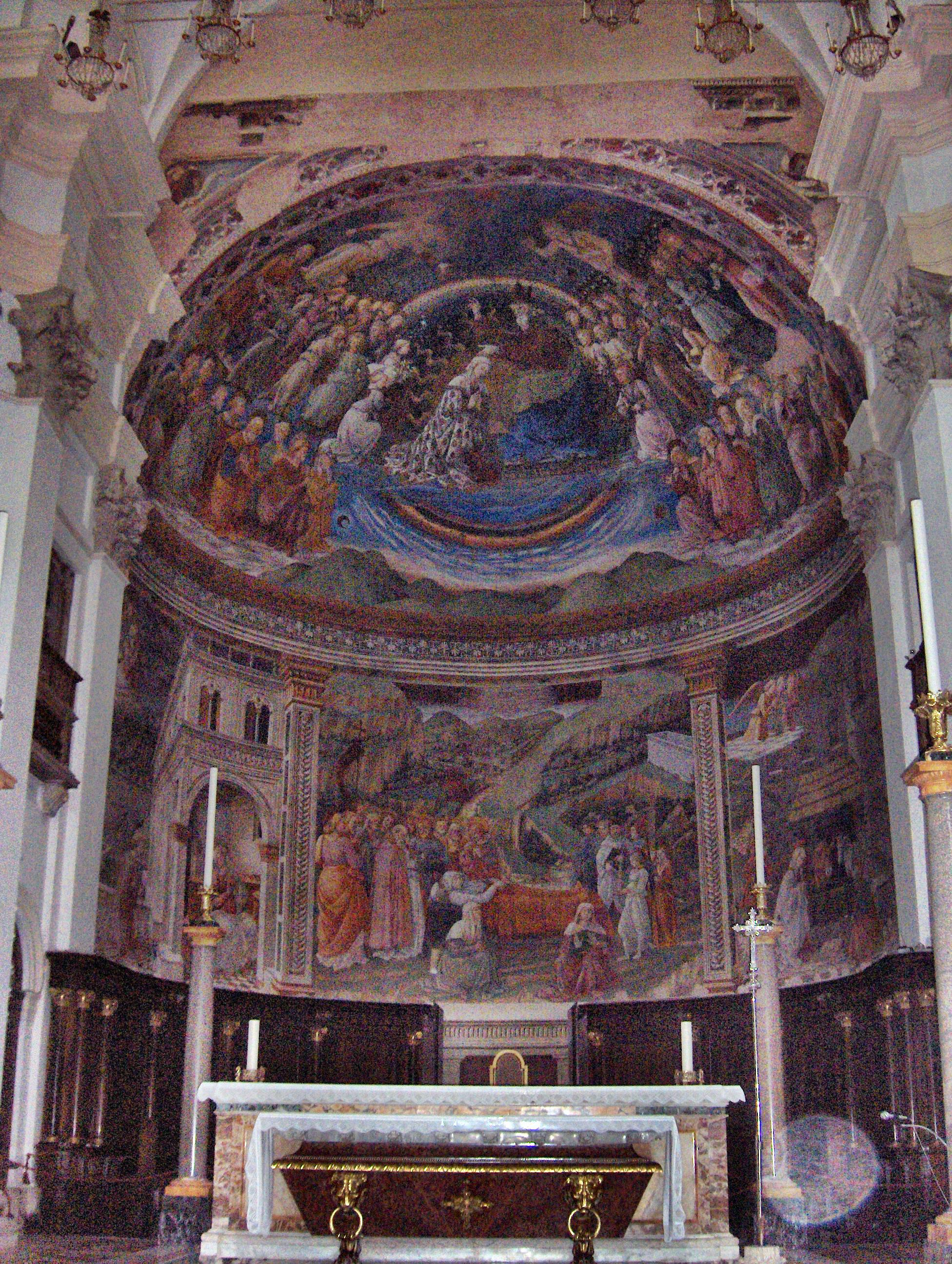
Affreschi di Spoleto

- Storie della Vergine, 1466-1469, affreschi, Spoleto, Duomo
  - Annunciazione
  - Morte della Vergine (Dormitio Virginis)
  - Natività
  - Incoronazione della Vergine

## Altre opere

### Opere di collaborazione
- Annunciazione con san Giuliano (con aiuti), 1455 circa, tempera su tavola, Prato, Museo Civico
- Presentazione al Tempio, Adorazione dei Magi, Strage degli Innocenti (con Fra' Diamante, Filippino Lippi e collaboratori), Prato, Museo Civico

### Opere di bottega
- Tabernacolo con Cristo in Pietà tra i santi Domenico e Francesco, Prato, chiesa di Santa Maria della Pietà, altare maggiore
- Presentazione al Tempio/Circoncisione con santi, Prato, Chiesa dello Spirito Santo
- Natività, 1445 circa, Washington, National Gallery of Art
- Madonna col Bambino di Londra, Londra, National Gallery
- Annunciazione, New York, Metropolitan Museum of Art

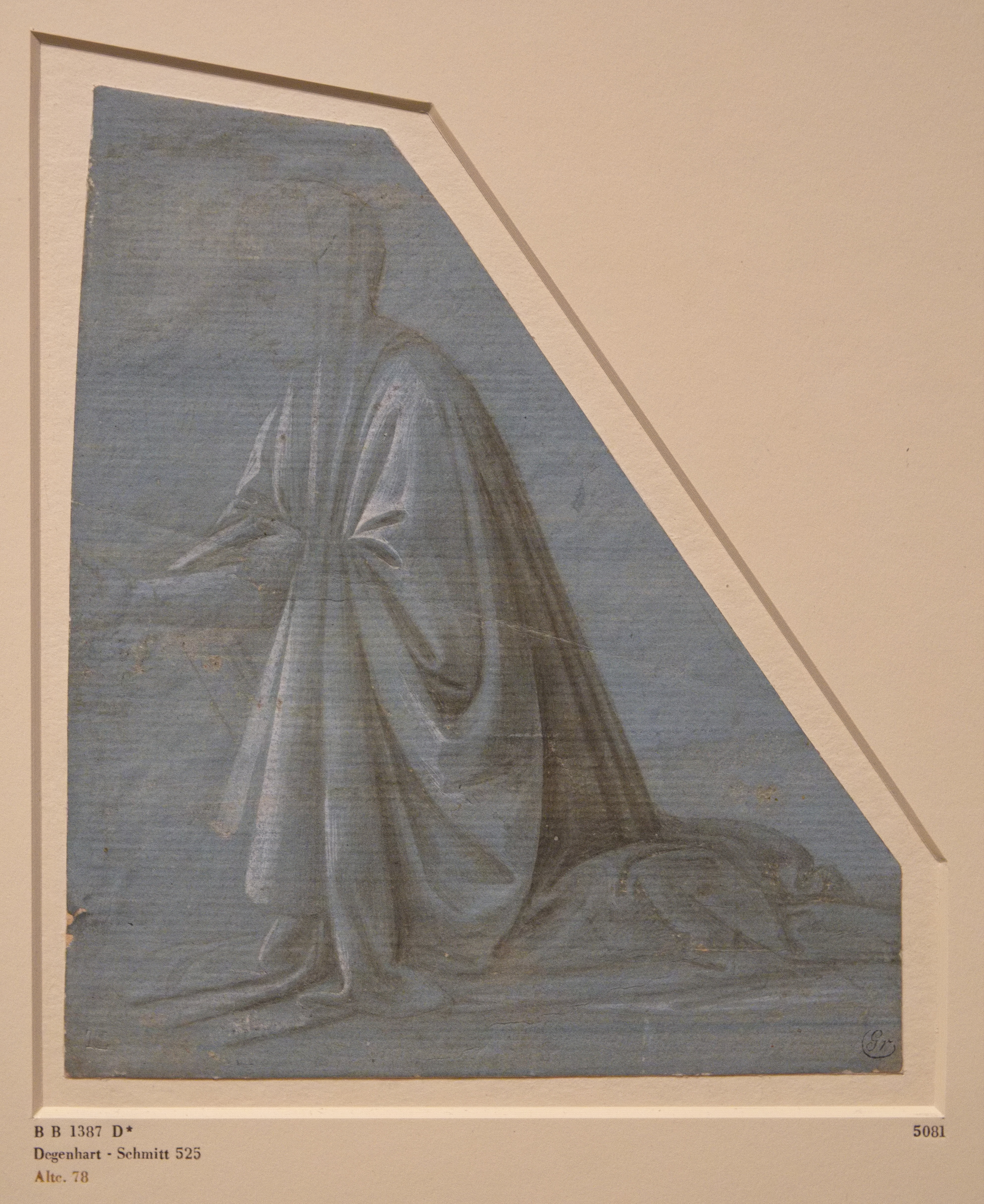
Gewandstudie, circa 1441–1445, Kupferstichkabinett, Berlino

### Opere grafiche
- Esequie di santo Stefano, Cleveland, Cleveland Museum of Art
- All'Archivio di Stato di Firenze è conservata una lettera del Lippi a Giovanni de' Medici in cui prende accordi per il Trittico di Alfonso d'Aragona, in calce è lo schizzo con la cornice nei minimi dettagli mentre le tre figure sono solo accennate.

### Opere alla maniera di Filippo Lippi
- Madonna col Bambino e angeli, Londra, National Gallery
- Madonna col Bambino, Washington, National Gallery of Art
- Madonna col Bambino e angeli, New York, Metropolitan Museum of Art